# Ingeborg Næstved
Ingeborg Næstved (25. maj 1887 i København – 11. december 1979) var en dansk poesi- og prosaforfatter. Hun mistede hørelsen i 10 års alderen som følge af meningitis (hjernehindebetændelse), blev optaget som elev ved døveskolen i Fredericia året efter, og kom derfra i 1899 til døveskolen i Nyborg, hvor hun blev undervist i fire år. Efter sin konfirmation i 1903 uddannede hun sig til arbejde på kontor, arbejdede så nogle år på et kontor i København, indtil hun fra 1. januar 1910 blev fast tilknyttet døveskolen i Fredericia som kontorassistent hvor hun forblev indtil 1945.
Frk. Næstved begyndte allerede så småt at digte i skolen. Bedst kendt er hendes digt "Gi mig en blomst mens jeg lever". Dette blev første gang offentliggjort i det danske ugeblad "Hjemmet", og derfra banet det sig vej ikke bare til vide kredse i Danmark, men også i udlandet. Allerede i 1924 havde ikke mindre end tre komponister skrevet musik til dette digt.